# Michael Carty
Michael Carty (irisch Mícheál Mac Cárthaigh; * 16. Dezember 1916 in Loughrea, County Galway; † 23. April 1975) war ein irischer Politiker der Fianna Fáil (FF), der zwischen 1957 und 1974 Mitglied des Dáil Éireann war, des Unterhauses des Parlaments (Oireachtas) der Republik Irland. Er bekleidete zudem Posten als Parlamentarischer Sekretär in verschiedenen Regierungen.

## Leben
Michael Carty, ältestes von sieben Kindern von Lawrence Carty und dessen Ehefrau Josephine Carty, war als Schullehrer tätig. Bei den Wahlen am 5. März 1957 bewarb er sich für die Fianna Fáil (FF) im Wahlkreis Galway South erstmals für ein Mandat im Dáil Éireann, dem Unterhaus des Parlaments (Oireachtas) der Republik Irland, und wurde mit 3944 Stimmen (17,53 Prozent) zum Abgeordneten (Teachta Dála) gewählt. Bei den darauf folgenden Wahlen am 4. Oktober 1961 wurde er für die Fianna Fáil mit 6266 Stimmen (15,67 Prozent) nunmehr im Wahlkreis Galway South wieder zum Abgeordneten gewählt und vertrat diesen Wahlkreis nach seiner Wiederwahl am 7. April 1965 bis zum 18. Juni 1969. 
Am 21. April 1965 übernahm Carty sein erstes Regierungsamt und fungierte bis zum 10. November 1966 als Parlamentarischer Sekretär beim Premierminister (Taoiseach) und zugleich als Parlamentarischer Sekretär beim Verteidigungsminister in der dritten Regierung Lemass. Die Ämter als Parlamentarischer Sekretär beim Taoiseach und als Parlamentarischer Sekretär beim Verteidigungsminister bekleidete er zwischen dem 10. November 1966 und dem 2. Juli 1969 auch in der ersten Regierung Lynch. Als Parlamentarischer Sekretär beim Premierminister fungierte er zudem vom 21. April 1965 bis zum 2. Juli 1969 als Parlamentarischer Geschäftsführer der Regierungsfraktion (Government Chief Whip). Zuletzt wurde er bei den Wahlen am 18. Juni 1969 für die Fianna Fáil mit 5245 Stimmen (19,5 Prozent) wieder zum Mitglied des Dáil Éireann gewählt und vertrat dort nunmehr bis zum 28. Februar 1973 den Wahlkreis Clare Galway South.